# 小室氏
小室氏（こむろし）は、日本の氏族のひとつ。

## 滋野氏流小室氏
清和天皇の第四皇子 貞保親王より臣籍降下した滋野氏の一族にこの氏があり、信濃国佐久郡小室邑より起こるという。『源平盛衰記』に小室太郎忠兼、その子眞光の名を載せる。宮菊姫に従った幕府御家人として小諸（小室）光兼の名がみえる。

## 清和源氏流小笠原氏一門 小室氏
同じく清和天皇の第六皇子 貞純親王の子 経基王より始まる清和源氏の系統にこの氏あり。経基の孫 源頼信(河内源氏の祖)より２代源義光の子 源清光を祖とする甲斐源氏の流れ。清光の次男 加賀美遠光の子 長清が起こした小笠原氏の族に小室氏ありと伝える。

## 宇多源氏流佐々木氏一門 小室氏
近江国浅井郡に小室邑あり。宇多天皇第三皇子 敦実親王の王子 雅信王から始まる宇多源氏の族で王の子 源扶義より始まる近江源氏 佐々木氏を祖とする。信濃小室氏の族 小室吉左衛門、四郎兵衛がこの地に至り、土着するという。

## 武蔵国の小室氏
武蔵国足立郡に小室邑あり。小室六左衛門、同郡に慈眼寺を草創する。

## 常陸国の小室氏
常陸国久慈郡に佐竹氏の家臣の小室氏あり。『永慶軍記』に天正年間の武士として小室右衛門の名がみえる。

## 甲斐国の小室氏
甲斐国都留郡に小室神社あり。この地に小室氏あるも、祖先は信濃国より移住するという。

## 丹波国の小室氏
丹波国天田郡に、信濃国を祖とする小室氏あり。

## 大和国の小室氏
大和国宇陀郡大久保邑に小室治兵衛時重あり。

## 仙台藩（白石）の小室氏
①仙台藩の重臣白石家臣の小室氏も信州小室（現在の長野県小諸市）より移住したものと伝わる。
現在の長野県小諸市は古くは小室と呼ばれていたと言われ、この地に存在する小諸城の歴史は古く、平安時代末期から鎌倉時代の源平衰退期や平家物語に登場する木曽義仲（源義仲）の武将、小室太郎光兼の館が起源と言う。
②弘化2年小室市三郎良則は刈田郡中目村（現在の白石市大平中目）の肝入兼帯となった。
中目村は白石和紙発祥の地でかつて藤原氏流中目氏の中目城があった事で有名である。かつて中目村の神仏習合の神社、毘沙門堂では伝統行事の中目相撲が有名であったが、現在では諸事情により中止されている。
③大河ドラマ独眼竜政宗第44話で白石小原の野武士（劇中ではのぶせりと呼称）小室惣右衛門(演：高月　忠）、小室彦七郎(演：粟津　號）の小室兄弟の活躍が描かれている。道明寺の戦いの中、若さで突出した片倉重長（通称鬼小十郎）は、真田軍の雑兵との戦闘で死にかけたところを白石の野武士である小室兄弟に命を救われるのだが、褒美に10貫を要求されてしまい、これに激怒して二人で助けたのだから一人2貫5百だと怒鳴った。惣右衛門はこれに「助けるのが早かった！」とぼやき、コミカルな演出がなされた。
その後のシーンで兄弟が真田軍の雑兵を切り捨て、活躍するシーンも見られた。
④白石にあった野武士集団である小原十八騎（頭領は小室惣左衛門）は小諸の小室氏や作間氏、岸和田の高橋氏などで構成され、伊達軍による西暦1600年白石城攻略戦の際、白石城に向かっていた直江兼続の援軍に小原村（現在の白石市小原）付近で現在でいうゲリラ戦を仕掛けたが、これに地元百姓の協力もあって直江軍を敗走させ、白石城が陥落した際に伊達政宗より礼の言葉を賜ったと伝わる。
⑤道明寺の戦いで活躍した小室兄弟は、片倉家より褒美として一里四方他人の土地を踏まなくもよいほどの土地を賜ったと言う。
⑥小室市三郎良則の祖先小室彌七郎良幸の子孫は、刈田郡斎川村の深沢屋敷に白山神社を建立したが、これは祖国信濃国の同じ滋野一族の真田家と同じく戦神白山権現の信仰が続いていた名残と思われる。滋野氏流には有名な真田幸村の真田家の他、小諸城の祖として知られる小室太郎光兼の小室家もあった。小室家は歴代にわたり中斎川（現在の白石市斎川）の肝入を務めた。*
⑦片倉家文書には小室彌七郎良幸は真田家に数代仕えたとあったが、片倉家は真田幸村の子大八とお梅を密かに匿っており（お梅はのち片倉重長の妻となった）片倉家と真田家の隠れた絆を伝えている。刈田郡森合村（現在の白石市大平森合）にはお梅が彼女の父真田幸村の菩提を弔うために建立された月心院（明治初年廃寺）があった。
⑧音楽グループ『六文銭』で有名な『小室等』の祖父は白石出身であり、大河ドラマに登場した小室兄弟の子孫であると言う。六文銭は真田家の家紋として有名でグループ名とは無関係であろうが不思議な因縁を感じる。
⑨白石市大平中目にある嘉右衛門山は【まんが日本昔】の【嘉右衛門山の神】の舞台となっており、嘉右衛門山に建立されてあった毘沙門天（神社）は現在移設されており、現在小室家の子孫が総代の一家となっている。
⑩刈田郡中目村（現在の白石市大平中目）の小室家より幕末に福島県へ移住した家系があり、TMNで有名な小室哲也の祖父も福島県出身というが関連があるかは不明。
⑪かつての中目村（現在の白石市大平中目）には、明治５年の学校令により中目小学校（分類初等教育）が建立された。明治22年の市町村令交付後に中目村、森合村、坂谷村が合併され大平村となって以降、大平小学校（昭和62年の焼失により移転し、現在は白石警察所となっている）が大平村大字森合の地に建立されているが、かつての中目小学校跡地には小室家の子孫が居住しているという。この小学校跡地には、歴史の古い井戸が存在し、伝承では伊達政宗がこの井戸の水を飲み「大変美味である！」と言ったと言うが、真実かどうかは不明。中目の湧水はかつて宮城県の明泉に指定されていたが、現在は地形の変化により枯れてしまっている。

## 雑載
その他、陸奥国守山藩松平氏重臣に小室氏がある他、下野国、美濃国、岩代国、磐城国にもこの氏が見える。